# Игла

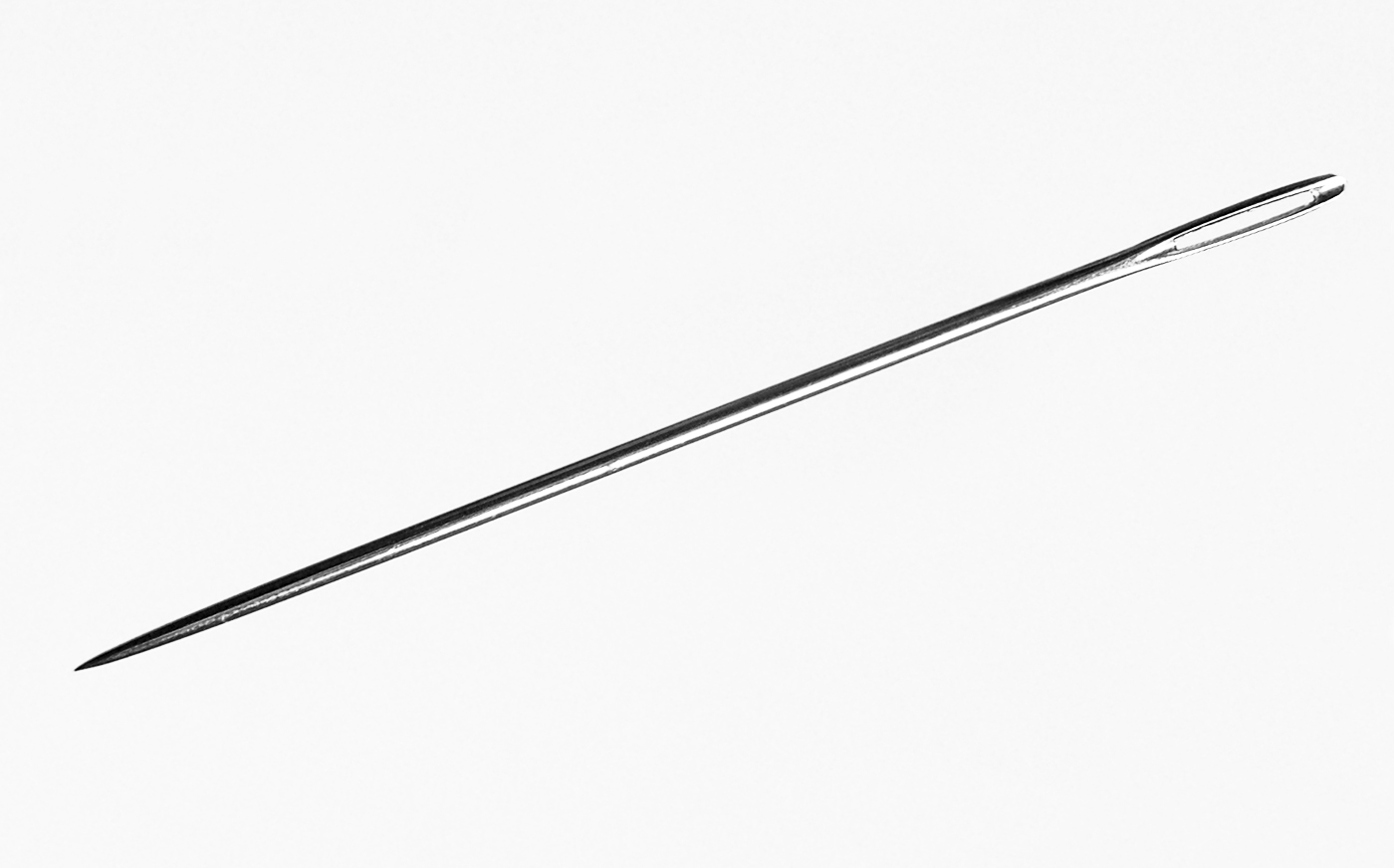
Ручная швейная игла

Игла́ (уменьшит.-разг. иго́лка) — длинный тонкий остроконечный инструмент из твёрдого материала (чаще — из железа, ранее — из кости).
Получила широкое применение как швейная игла с игольным ушком для нити с одной стороны. Используется для разрушения (либо деформации) объекта воздействия с целью получения каких-либо новых свойств объекта (либо преодоления (протыкания) его). Вследствие незначительной площади острия иглы, сила, приложенная вдоль иглы, оказывается сосредоточена на небольшой площади. Это обстоятельство позволяет иглам не повреждаясь протыкать материал, твёрдость которого — меньше твёрдости материала, из которого состоит сама игла. «Иглой» называются также многие другие предметы, имеющие похожую форму.

## История
Первыми инструментами, с помощью которых текстильные полотна и другие материи соединялись нитеподобными волокнами, были рыбьи кости. Первые иглы из металлической проволоки удалось произвести в XVI веке.

## Виды игл
По назначению
- Швейные, которые в свою очередь разделяются на ручные и машинные. К ручным можно отнести стандартные иглы с ушком для нити, вышивальные и портновские булавки, сапожные иглы. Машинные иглы используются в швейных машинах. Швейные иглы бывают разные по размеру и по форме. При работе выбирается размер иглы, соответствующий структуре материала и виду ниток. Номер иглы обычно пишется в сотых долях миллиметра (70, 90, 120), то есть чем больше номер, тем толще игла[1]. Существуют иглы с гладким остриём для раздвигания с минимальным повреждением нитей тканных материалов, и иглы с острыми кромками для прошивания кожи, резины, нетканых материалов, и иглы с закруглённым концом для вязанных полотен, трикотажа.
- Медицинские (характерные свойства — стерильность и, зачастую, одноразовость):
  - Инъекционные, инфузионные, для забора биологических жидкостей — полые внутри, предназначенные для введения (либо забора) жидких веществ объекта воздействия. Часто применяются со шприцами и капельницами.
  - Хирургические иглы[2] классифицируют на сшивающие для соединения биологических тканей, биопсийные, лигатурные.
    - Сшивающие бывают колющими, режущими, колюще-режущими, шпателевидными, ромбовидными. Часто применяются с иглодержателем Матье или Хегара.
    - Лигатурные иглы имеют специальную конструкцию с ушком на окончании иглы и рукоятью. Предназначаются для проведения нити в труднодоступных местах. Наиболее распространённые лигатурные иглы — Ревердена и Дешана.
    - Пункционные иглы предназначены для введения (или извлечения) жидкости из просвета органов (или полостей), а также для ангиографических исследований. Возможность очистки просвета иглы в процессе манипуляции с помощью мандрена.
- Прочие технические (иглы клапанов, иглы распылителей, звукоснимающие иглы).

Иглы природного происхождения чаще всего используются биологическими организмами (животными, растениями, бактериями) для защиты от внешних врагов, минимизации потерь, либо с целью соединения с какой-либо поверхностью (ерши, ежи и дикобразы) защищены иглами для защиты от хищников, также иглами защищены растения (акация, кактусы, тёрн) как для защиты от травоядных, так и для снижения потери влаги. Некоторые микроорганизмы также обладают иглами, благодаря которым могут «цепляться» за поверхность и удерживаться на ней (радиолярии).

## Производство
Швейные иглы выпускаются на игольно-платинном производстве; наиболее сложный аспект — изготовление ушка.
При изготовлении из низколегированных сталей могут ржаветь; в связи с этим зачастую ушко покрывается напылением благородных металлов.